# روري ماركهام
روري ماركهام (بالإنجليزية: Rory Markham؛ مواليد 25 مارس 1982) هو مُقاتل فنون قتالية مختلطة أمريكي وممثل.

## وصلات خارجية
لا توجد روابط لمواقع التواصل الاجتماعي.

- روري ماركهام على موقع شيردوغ (الإنجليزية)
- روري ماركهام على موقع IMDb (الإنجليزية)
- روري ماركهام على موقع قاعدة بيانات الفيلم (الإنجليزية)